# Зной (фильм, 2014)
«Зной» (англ. Swelter) — американский фильм-ограбление Кита Пармера с участием Ленни Джеймса, Гранта Боулера, Жан-Клода Ван Дамма, Каталины Сандино Морено, Альфреда Молины и Джоша Хендерсона. Съёмки проходили с 30 марта по апрель 2013 года в Калифорнии. 27 апреля 2014 года фильм был показан на кинофестивале в Ньюпорт-Бич, выход в прокат состоялся в следующем месяце — 22 мая.

## Сюжет
Четверо из пяти членов банды, осуществившей 10 лет назад самое громкое ограбление в истории Лас-Вегаса, совершают тюремный побег и нападают на след пятого соучастника, скрывшегося с 10 миллионами наличных.

## В ролях
- Ленни Джеймс — Бишоп
- Грант Боулер — Коул
- Жан-Клод Ван Дамм — Стиллман
- Каталина Сандино Морено — Кармен
- Альфред Молина — Док
- Джош Хендерсон — Бойд
- Фрея Тингли — Лондон
- Кортни Хоуп — Холли
- Эри Вервин — Джошуа Стоун
- Даниэль Фавилли — Кейн
- Трейси Уолтер — старик Генри Джонсон